# Slavomír Kňazovický
Slavomír Kňazovický (ur. 3 maja 1967 w Pieszczanach), słowacki kajakarz, kanadyjkarz. Srebrny medalista olimpijski z Atlanty.
Zawody w 1996 były jego drugimi igrzyskami olimpijskimi. W 1992 startował na igrzyskach w barwach Czechosłowacji. Brał udział w IO 00, był chorążym ekipy podczas ceremonii otwarcia. W Atlancie zajął drugie miejsce na dystansie 500 metrów w kanadyjkowych jedynkach. Trzykrotnie stawał na podium mistrzostw świata. Zdobył srebro w 1998 (C-1 200 m) oraz dwukrotnie brąz: w 1994 (C-4 500 m) i w 1999 (C-1 200 m).